# Little Bad Girl
Little Bad Girl è un brano musicale del disc jockey francese David Guetta con la collaborazione vocale del cantautore britannico Taio Cruz e del rapper statunitense Ludacris. È il secondo singolo estratto dal quinto album d'inediti di Guetta, Nothing but the Beat.
È stato scritto da Ludacris, Taio Cruz, David Guetta, Frédéric Riesterer e Giorgio Tuinfort, e prodotto da David Guetta, Giorgio Tuinfort, Frédéric Riesterer. La critica accoglie con positività questo pezzo descrivendolo molto seducente e ottimo per la discoteca.

## Il video
Il video musicale è stato pubblicato nel canale ufficiale di David Guetta su YouTube l'11 luglio 2011. Nel video sono presenti David Guetta, Taio Cruz e Ludacris. Il video inizia con un concerto di David Guetta sulla spiaggia. Siccome l'orario di fine del concerto sarebbe stato il sorgere del sole, quando David Guetta vede il sole che inizia a salire, lui e molti altri ospiti corrono giù per la spiaggia e saltano di fronte al mare, e così fanno ruotare la Terra all'indietro. Il sole torna giù e questo rende buio di nuovo in altre parti del mondo, quando stava per incominciare il giorno e permettendo la continuazione del concerto. Taio Cruz e Ludacris sono presenti tra la folla e quest'ultimo canta con un megafono. Verso la fine del video, il sole ricomincia a salire e David Guetta prende la rincorsa per ripetere ciò che ha fatto prima.

## Tracce
- CD singolo

1. Little Bad Girl (featuring Taio Cruz and Ludacris) (Radio Edit) - 3:11
2. Little Bad Girl (featuring Taio Cruz and Ludacris) (Fedde Le Grand Remix) - 6:43

- Download digitale[9]

1. Little Bad Girl (featuring Taio Cruz and Ludacris) (Radio Edit) – 3:12

- Download digitale — instrumental

1. Little Bad Girl (Instrumental Club Mix) – 5:11

- Download digitale — remixes[10]

1. Little Bad Girl (featuring Taio Cruz and Ludacris) (Extended Mix) – 4:43
2. Little Bad Girl (featuring Taio Cruz and Ludacris) (Norman Doray Remix) – 6:48
3. Little Bad Girl (featuring Taio Cruz and Ludacris) (Fedde Le Grand Remix) – 6:43
4. Little Bad Girl (Instrumental Club Mix) – 5:13
5. Little Bad Girl (featuring Taio Cruz and Ludacris) (Radio Edit) – 3:12

## Classifiche
| Classifica (2011) | Posizione massima |
| ----------------- | ----------------- |
| Australia         | 15                |
| Austria           | 5                 |
| Belgio (Fiandre)  | 10                |
| Belgio (Vallonia) | 5                 |
| Canada            | 14                |
| Danimarca         | 20                |
| Europa            | 1                 |
| Finlandia         | 16                |
| Francia           | 3                 |
| Germania          | 5                 |
| Irlanda           | 8                 |
| Italia            | 17                |
| Lussemburgo       | 1                 |
| Nuova Zelanda     | 19                |
| Paesi Bassi       | 39                |
| Regno Unito       | 4                 |
| Repubblica Ceca   | 21                |
| Slovacchia        | 8                 |
| Spagna            | 22                |
| Stati Uniti       | 70                |
| Svezia            | 7                 |
| Svizzera          | 7                 |